# Margo superior scapulae

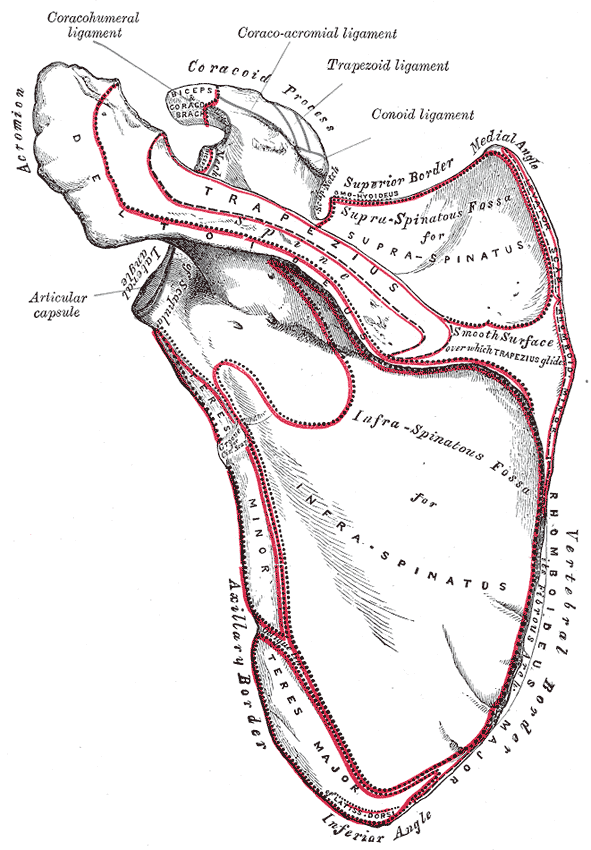
Vänster skulderblad sett bakifrån (dorsalt).

Margo superior scapulae är det latinska namnet på skulderbladets övre kant.
Margo superior är skulderbaldets kortaste och tunnaste kant. Den är konkav och sträcker sig från benets mediala vinkel (angulus medialis) till en djup, halvcirkelformad kanal (incisura scapulae) genom vilken nerven n. suprascapularis går. Kanalen består delvis av korpnäbbsutskottets (processus coracoideus) bas och täcks av ett ligament (lig. transversum scapulae superius). Vid den intilliggande delen av margo superior fäster m. omohyoideus.